# Ernest Moniz
Ernest Moniz (ur. 22 grudnia 1944 w Fall River, Massachusetts, USA) – amerykański polityk.
4 marca 2013 został mianowany przez prezydenta Baracka Obamy na nowego sekretarz energii Stanów Zjednoczonych po dymisji Stevena Chu.
Jego nominacja została zatwierdzona przez Senat w 16 maja 2013. 21 maja 2013 został zaprzysiężony na nowego sekretarza energii.

## Odznaczenia
- Medal Departamentu Obrony za Wybitną Służbę Publiczną (2016)[3]